# Pompilus
Pompilus (лат.) — род дорожных ос (Pompilidae).

## Распространение
Старый Свет. Для СССР ранее указывалось 14 видов, но сейчас только один из них относится к этому роду. В Европе около 8 видов.

## Описание
Длина до 14 мм. Откладывают яйца на пауков (Lycosidae, Salticidae, Pisauridae), которых парализуют с помощью жала. Личинки эктопаразитоиды пауков. Основание усиков расположено ближе к наличнику, чем к глазку. Коготки равномерно изогнутые. Вершина средней и задней голеней помимо шпор несёт шипы разной длины. Верх задних бедер с 1—5 предвершинными короткими прижатыми шипиками.

## Классификация
- Pompilus cinereus (Fabricius, 1775)